# 2010 AH2
2010 AH2, também escrito como 2010 AH2, é um objeto transnetuniano que está localizado no Cinturão de Kuiper, uma região do Sistema Solar. Ele possui uma magnitude absoluta de 5,6 e tem um diâmetro estimado de cerca de 334 km. O astrônomo Mike Brown lista este corpo celeste em sua página na internet como um candidato a possível planeta anão.

## Descoberta
2010 AH2 foi descoberto no dia 6 de janeiro de 2010 pelo Spacewatch.

## Órbita
A órbita de 2010 AH2 tem uma excentricidade de 0,186 e possui um semieixo maior de 47,488 UA. O seu periélio leva o mesmo a uma distância de 47,488 UA em relação ao Sol e seu afélio a 56,320 UA.